# Edifici del Crèdit Mercantil
L'Edifici del Crèdit Mercantil està situat als carrers Ample i dels Còdols de Barcelona i està catalogat com a bé cultural d'interès local.

## Història
Fou projectat per l'arquitecte Joan Martorell i Montells i construït entre 1896 i 1900 com a seu de la Societat del Crèdit Mercantil. L'any de finalització de les obres guanyà el concurs d'edificis artístics.
Cap al 1930, l'edifici fou adquirit per la Cambra Oficial de Comerç, Indústria i Navegació, que procedí a la remodelació dels interiors. Després de la dictadura franquista, va passar a mans de la Generalitat de Catalunya, que hi instal·là les dependències del Departament de Treball. Durant aquest període, l'any 1986, la immobiliària Núñez i Navarro va adquirir aquest edifici i el del costat, unint-los al seu interior.
Entre el 1997 i el 2010, hi tingué la seu l'Escola de Disseny Elisava. Actualment, acull el Palau Martorell, un espai d'exposicions.

## Descripció
De planta rectangular, comprèn semisoterrani, planta baixa, dos pisos, àtic (per bé que no és aparent des del carrer) i terrat.
Les dues façanes de la casa estructuren les seves obertures en eixos verticals de ritme regular: finestrons i finestrals a planta baixa, balcons ampitats al pis principal i finestres en el segon pis i l'àtic. Ambdues façanes, profusament ornamentades, presenten la totalitat de llurs acabats en pedra de Montjuïc. El semisoterrani, està comprès dins d'un basament petri d'acabat llis, el mateix acabat que emprat en els murs de les plantes primera i segona i l'àtic. En canvi, la planta baixa, així com les pilastres que emmarquen les dues façanes de l'edifici, presenten un acabat a base de carreus encoixinats disposats al trencajunt. Els finestrals de planta baixa estan coronats per un arc pla, a excepció del gran portal d'accés, coronat per un arc escarser la clau del qual presenta esculpit un cap de lleó sostenint un picaporta. En els carcanyols d'aquest arc s'hi esculpiren dues grans mènsules a base de volutes de fullatge i busts femenins que sostenen la gran llosana pètria del balcó en volada del cos central. Aquest balcó, tancat per una barana de ferro fos, presenta una porta amb els brancals motllurats i coronada per un frontó semicircular sobre un fris esculpit amb motius vegetals i dues mènsules en forma de voluta. La resta de balcons de la planta mostren característiques similars, per bé que no tenen volada, sinó una barana ampitadora amb decoracions esculpides en forma de pelta (escut grec) i corones de llorer. A més, el frontó que sobremunta llurs llindes és triangular. Aquests elements decoratius tan complexos desapareixen a les finestres del segon pis i de la façana lateral, emmarcades per una simple motllura d'angles convexos. El balcó central de la façana principal està flanquejat per dues pilastres corínties que recullen el pes d'un ampli arc de mig punt. Dins d'aquest arc s'hi obre una finestra escarsera flanquejada per dos relleus que representen les al·legories de la indústria (a mà esquerra) i el Comerç (a mà dreta). Coronant el cos central, un frontó motllurat reposa sobre el potent cornisament que remata les façanes.
La porta principal dona accés a un vestíbul rectangular amb els angles roms que acull l'escalinata vers el pati central, un espai rectangular ornat de columnes, del qual sorgeix l'escala d'accés a la planta noble o principal.